# Orativ
Orativ (Oekraïens: Оратів, Pools: Oratów) is een stedelijke nederzetting en gemeente in de Oekraïense oblast Vinnytsja. In 2014 had Orativ 2.861 inwoners.

## Bezienswaardigheden

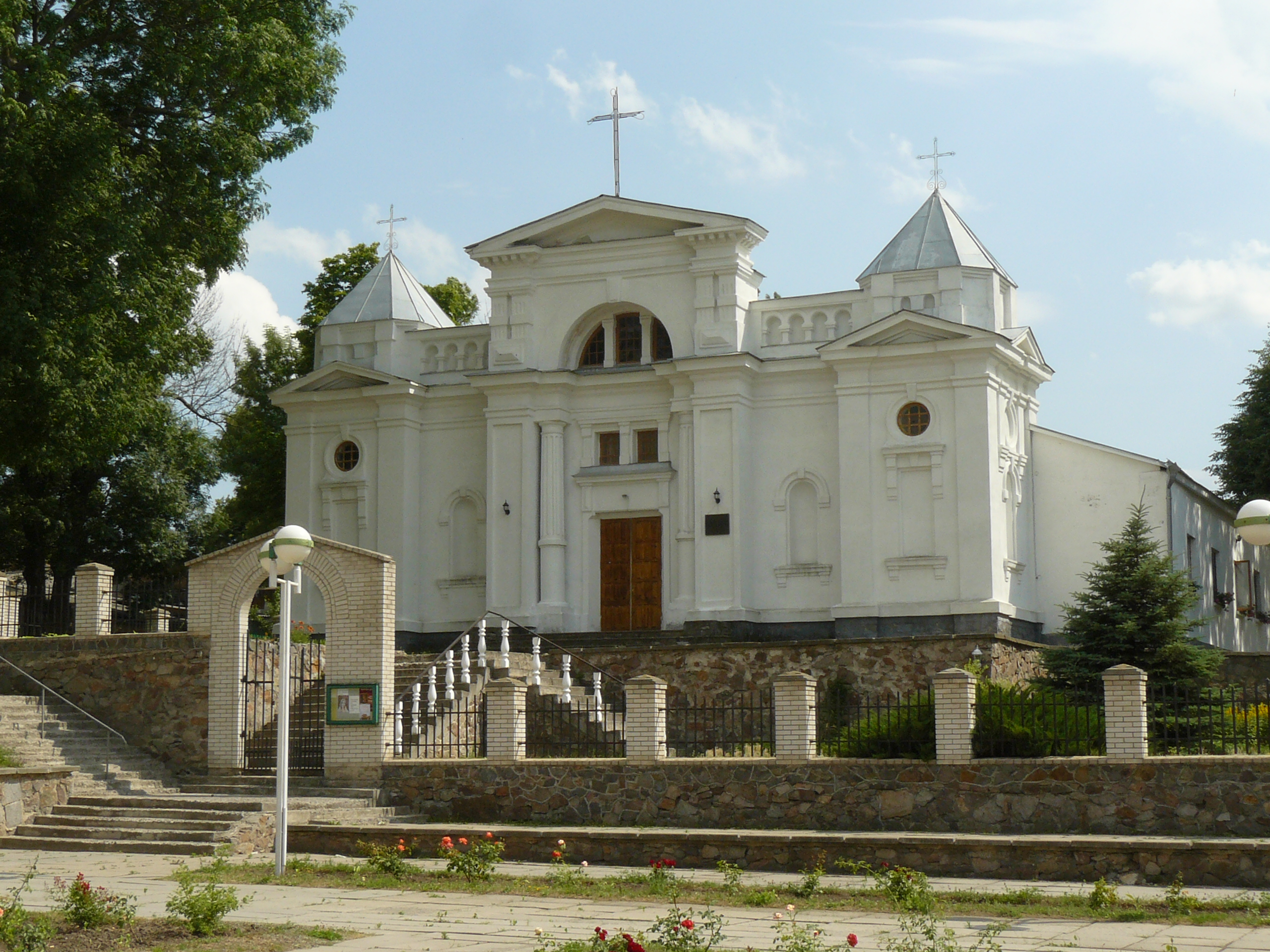
De kerk waar de ouders van Joseph Conrad trouwden

- Kerk van Sint-Stanislaus werd gebouwd in 1845. Apollo Nalencz-Kozienowski en Evelina Bobrowska, de ouders van de wereldberoemde schrijver Joseph Conrad, trouwden hier op 4 mei 1856.

## Geboren
- Levi Esjkol (1895-1969), premier van Israël